# Dovolená v Protektorátu
Dovolená v Protektorátu je historická docureality, kterou uvedla Česká televize na prvním kanále od 23. května 2015 a poslední díl byl odvysílán 13. června 2015. Účinkující jsou přeneseni do životních podmínek, jaké panovaly v českých zemích v letech existence Protektorátu Böhmen und Mähren (1939–1945). Druhá řada se vysílala v roce 2018 a tři pětičlenné skupiny účastníků byly přeneseny do období přelomu 19. a 20. století. Ve fiktivní parní manufaktuře Kohoutek si prožijí veškeré životní strasti továrních dělníků z doby krátce před vznikem samostatného Československa.
Pořad je volně inspirovaný podobnými zahraničními formáty jako Schwarzwaldhaus 1902 nebo Wartime Farm.

## Formát
Pořad se odehrává v dobově přestavěné venkovské usedlosti ve Starých Hamrech, kterou osídlí současná sedmičlenná rodina. Rodina má v průběhu dvouměsíčního pobytu plnit denní a týdenní úkoly, za které dostávají odměnu, odpovídající historické době. Rodina s těmito penězi hospodaří a kupuje si za ně jídlo u kupce. S každým týdnem přibývá rodině část z výherní milionové částky ve zlatých mincích, které rodina získá pokud vydrží celé dva měsíce. Účinkující jsou přeneseni do podmínek, které byly v českých zemích v letech Protektorátu Čechy a Morava.
Pořad vznikal pod dohledem historiků a architekta, kteří dbali na dějinnou věrohodnost.

## Obsazení

### Rodina
- Jiří Dočekal (nar. 1933)[2] – dědeček; v důchodu; bývalý hráč za českou hokejovou reprezentaci a zástupce ředitele na Ministerstvu hutního průmyslu
- Jarmila Dočekalová (nar. 1936)[2] – babička; v důchodu; pracovala ve státní správě; zajímá se o návrhy bytového interiéru
- Ivana Lustyková Dočekalová (nar. 1964)[2] – matka; učitelka; vystudovala speciální pedagogiku se zaměřením na logopedii; bývalá manažerka politické strany
- Miloslav Lustyk (nar. 1973)[2] – otec; řidič sanitky; bývalý správce hotelu na Floridě; milovník kutilství a vaření
- Jan Dočekal (nar. 1978)[2] – vnuk, syn sestry Ivany; podnikatel v pronajímaní nemovitostí a rekonstrukcí; věnuje se bojovým sportům a miluje cestování
- Marek Lustyk Dočekal (nar. 1998)[2] – syn Ivany a Miloslava; student Střední školy reklamní tvorby; zajímá se o filmovou tvorbu a sporty
- Jakub Lustyk (nar. 2004)[2] – druhý syn Ivany a Miloslava; žák 4. třídy; je členem skautského oddílu; věnuje se s bratrem a bratrancem krav maze a počítačovým hrám

### Herecké obsazení
| - Jaroslav Krejčí jako první starosta - Miroslav Kudela jako druhý starosta - Vladimír Polák jako prodavač - Petr Pěnkava jako učitel - Markéta Haroková jako zvědavá sousedka - Iveta Austová jako žena z města - Tomáš Knapek jako německý lékař - Tereza Cisovská jako uprchlice Tereza - Martina Rousová jako uprchlice Marie - Roman Harok jako četník | - Zdeněk Julina jako četník - Petr Klimeš jako gestapák - Petr Panzenberger jako gestapák - Pavel Vacek jako gestapák - Roman Blumaier jako prodavač obrázků - Karel Růžička jako muž na útěku - Gabriel Cohen jako partyzán - Martin Veselý jako partyzán - Klub vojenské historie Greif jako komparz v podobě vojáků a partyzánů |

## Seznam dílů
| Č. v seriálu | Název                     | Režie            | Scénář        | Datum premiéry  | Sledovanost (v mil.) |
| ------------ | ------------------------- | ---------------- | ------------- | --------------- | -------------------- |
| 1            | Vítejte ve starých časech | Jan Bělohlavý    | Zora Cejnková | 23. května 2015 | 0,518                |
| 2            | Pravidla přežití          | Jana Rezková ml. | Zora Cejnková | 26. května 2015 | 0,474                |
| 3            | Razie                     | Zora Cejnková    | Zora Cejnková | 28. května 2015 | 0,416                |
| 4            | Zabijačka                 | Jan Bělohlavý    | Zora Cejnková | 2. června 2015  | 0,360                |
| 5            | S gestapákem za zády      | Jana Rezková ml. | Zora Cejnková | 4. června 2015  | 0,352                |
| 6            | Tajný vzkaz               | Zora Cejnková    | Zora Cejnková | 9. června 2015  | 0,371                |
| 7            | Krok od propasti          | Jan Bělohlavý    | Zora Cejnková | 11. června 2015 | 0,298                |
| 8            | Den zúčtování             | Zora Cejnková    | Zora Cejnková | 13. června 2015 | 0,363                |